# ブレシア県

ブレシア県
Provincia di Brescia

ブレシア県（ブレシアけん、イタリア語: Provincia di Brescia）は、イタリア共和国ロンバルディア州に属する県の一つ。県都はブレシア。

## 地理

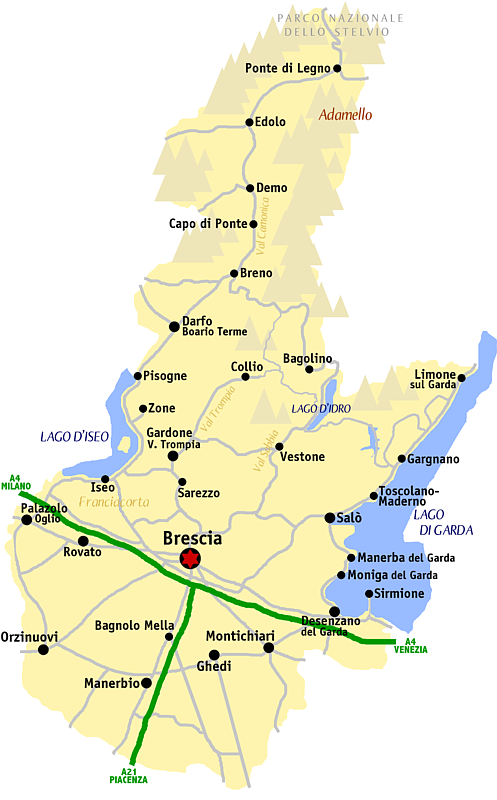
ブレシア県概略図

### 位置・広がり
ロンバルディア州の東部に所在する県で、東にヴェネト州およびトレンティーノ＝アルト・アディジェ州と境界を接する。県都ブレシアは、ベルガモの東南東約46km、クレモナの北北東約48km、ヴェローナの西北西約61km、州都ミラノの東約81kmに位置する。
| 隣接する県は以下の通り。 - ソンドリオ県 - 北 - トレント自治県 （トレンティーノ＝アルト・アディジェ州） - 北東 - ヴェローナ県 （ヴェネト州） - 南東 - マントヴァ県 - 南 - クレモナ県 - 南西 - ベルガモ県 - 西 |

### 県内の地域と主要な都市

ブレシア県の地域

2001年の国勢調査に基づく居住地区（Località abitata）別人口統計によれば、人口1万2000人以上の都市は以下の通り。
- ブレシア - 182,767人
- SAN SEBASTIANO （ルメッツァーネ） - 23,496人
- デゼンツァーノ・デル・ガルダ - 20,299人
- パラッツォーロ・スッローリオ - 15.855人
- キアーリ - 14,249人
- ゲーディ - 13,760人
- ダルフォ・ボアーリオ・テルメ - 13,066人
- レッツァート - 12,115人

ブレシア県北部、オーリオ川上流の山岳部はヴァル・カモニカと呼ばれる。主要都市としてはダルフォ・ボアーリオ・テルメがある。
ブレシアの北側地域は、ヴァル・トロンピア (it:Val Trompia) と呼ばれ、ルメッツァーネなどの都市がある。
ヴァッレ・トロンピアの東側には、ヴァッレ・サッビアおよびイドロ湖地方が広がる。
ブレシア県東部はガルダ湖に面しており、主要都市しては、デゼンツァーノ・デル・ガルダ、サロなどがある。
ブレシア県西部にはイゼオ湖がある。イゼオ湖の南にはフランチャコルタ地方が広がる。フランチャコルタ地方の都市としては、パラッツォーロ・スッローリオ。
- ブレシア
- デゼンツァーノ・デル・ガルダ
- パラッツォーロ・スッローリオ

## 行政区画

### コムーネ
ブレシア県には206のコムーネが属する。主要なコムーネ（人口上位20位）は下表の通り。左端の数字はISTATコードを示す。人口は2015年1月1日現在。
| コード | 自治体名                     | 人口    |
| ------ | ---------------------------- | ------- |
| 017029 | ブレシア                     | 196,058 |
| 017067 | デゼンツァーノ・デル・ガルダ | 28,312  |
| 017113 | モンティキアーリ             | 24,953  |
| 017096 | ルメッツァーネ               | 22,980  |
| 017133 | パラッツォーロ・スッローリオ | 20,088  |
| 017166 | ロヴァート                   | 19,218  |
| 017078 | ゲーディ                     | 18,985  |
| 017052 | キアーリ                     | 18,813  |
| 017081 | グッサーゴ                   | 16,786  |
| 017092 | ロナート・デル・ガルダ       | 16,175  |
| 017065 | ダルフォ・ボアーリオ・テルメ | 15,627  |
| 017061 | コンチェージオ               | 15,442  |
| 017088 | レーノ                       | 14,437  |
| 017127 | オスピタレット               | 14,362  |
| 017188 | トラヴァリアート             | 13,884  |

21世紀に入って以降、以下のコムーネ統廃合 (it:Fusione di comuni italiani) が行われている。
2013年発足
- プレスティーネがビエンノに編入

## 社会

### 経済・産業
ブレシア県を創業地とする企業としては、大手銃器メーカーであるベレッタ（本社: ガルドーネ・ヴァル・トロンピア）が有名である。

## 交通

### 道路
高速道路
- アウトストラーダ A4
- アウトストラーダ A21
- アウトストラーダ A35

### 鉄道
- ブレシア地下鉄
- ミラノ＝ヴェネツィア線  (it:Ferrovia Milano-Venezia)
- ベルガモ＝ブレシア線  (it:Ferrovia Bergamo-Brescia)
- パルマ＝ブレシア線  (it:Ferrovia Parma-Brescia)
- ブレシア＝クレモナ線  (it:Ferrovia Brescia-Cremona)
- ブレシア＝イゼーオ＝エードロ線  (it:Ferrovia Brescia-Iseo-Edolo)

### 空港
- ブレシア＝モンティキアーリ空港 (it:Aeroporto di Brescia-Montichiari)

## 文化・観光

### 世界遺産
県には世界遺産として、以下がある。
- ヴァルカモニカの岩絵群（ヴァル・カモニカ一帯）
- イタリアのロンゴバルド族:権勢の足跡 (568-774年) の一部
  - サン・サルヴァトーレとサンタ・ジュリアの修道院建造物群を含む記念建造物地域 （ブレシア）
- アルプス山脈周辺の先史時代の杭上住居群の一部
  - Lavagnone （デゼンツァーノ・デル・ガルダ）
  - San Sivino, Gabbiano （マネルバ・デル・ガルダ）
  - Lugana Vecchia （シルミオーネ）
  - Lucone （ポルペナッツェ・デル・ガルダ）

## 人物

### 著名な出身者
- ニコロ・フォンタナ・タルタリア - 16世紀の数学者・工学者。ブレシア出身。
- ニェッキ・ソルディ・オルガンティノ - 16世紀の宣教師。カスト出身。
- カミッロ・ゴルジ - 19-20世紀の医学者、ノーベル生理学・医学賞受賞者。コルテノ・ゴルジ出身。
- パウロ6世 - 20世紀のローマ教皇。サレッツォ出身。
- ルイジ・コメンチーニ - 映画監督。サロ出身。
- フランコ・バレージ - 1980年代から1990年代にかけて活躍したサッカー選手。トラヴァリアート出身。
- キアラ・モローニ - 政治家。元代議院議員。イゼーオ出身。
- アンドレア・ピルロ - ACミランなどのクラブで活躍したサッカー選手。フレーロ出身。